# Поучение верноподданного
Поучение верноподданного, также Поучение Каирсу — древнеегипетское литературное произведение жанра «поучения» (sb3 jt), созданное в эпоху Среднего царства (сер. XIX — сер. XVIII века до н. э.) при ранней XII династии. Одно из немногих древнеегипетских произведений, чьё авторство принято считать установленным — визирь Каирсу. Текст поднимает вопрос сплочённости и правильных отношений между различными слоями общества.

## Описание

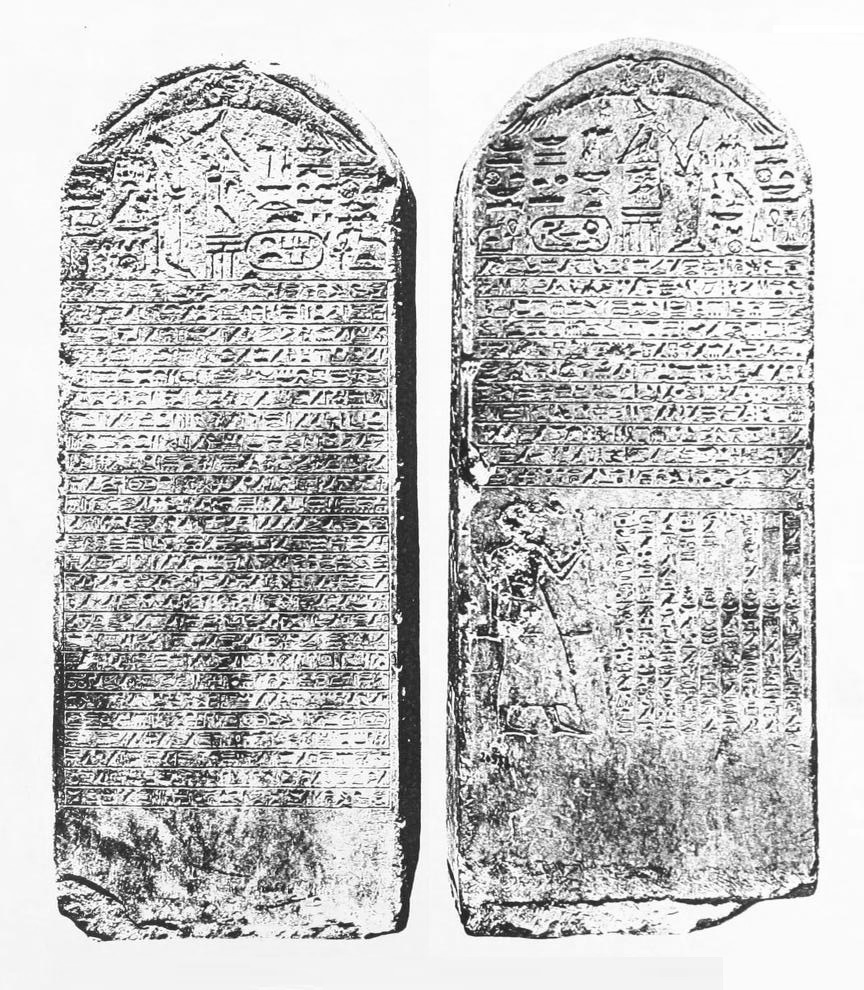
Стела Сехетепибра из Каирского музея (CG 20538)

«Поучение верноподданного» принято разделять на две части: восхваление власти фараона, призыв к уважению рабочих и труда.
Начинается обращением «к детям» с поучительной речью. Стиль текста со стелы Сехетепибра выдержан в форме официального гимна, превозносящего фараона, описывающего вселенскую борьбу Маат (порядка) и Исфет (хаоса). Фараон называется Ка, дающим жизнь, при этом, слова kA (Ка) и kA.w (питание) использованы для образности, игры слов. Речи восхваляют и превозносят правителя, который несёт большу́ю ответственность за государство, но также напоминают об этическом выборе общества. Эта часть оканчивается предупреждением:
Нет гробницы для бунтующего против Его Власти.
Вторая часть говорит о необходимости простых рабочих, труда, без которого не построить благосостояния:
Плуг не пашет сам по себе… У плохого пастуха — мало рогатого скота.
Оканчивается осуждением лени.
Содержание является оптимистичным, в противовес пессимистичным произведениям, например, «Пророчеству Неферти», где описывается период упадка, нестабильности и необходимости переустройства общества.

## Автор
Имя автора оставалось неизвестным до открытия летом 2005 года граффити в гробнице № 13.1, принадлежащей номарху XI династии Ити-иби (-икер), в Асьюте с указанием имени мудреца Каирсу (kyjr-s(w)). Имя Каирсу (Каирес) переводится «Сотворённый (фараоновым) Ка» и относится к периоду Древнего царства, однако нет свидетельств о существовании такого визиря. Его имя упомянуто среди других выдающихся мудрецов в папирусах Честера Битти (IV verso). Вероятно, «Поучение верноподданного» было приписано авторству Каирсу для придания вековой значимости, как проделывалось с древнеегипетскими поучениями «Кагемни» и «Птаххотепа».